# اپلچین (نیویورک)
اپلچین (به انگلیسی: Apalachin) یک منطقهٔ مسکونی در ایالات متحده آمریکا است که در شهرستان تیوگا، نیویورک واقع شده‌است. اپلچین ۳٫۸ کیلومتر مربع مساحت و ۱٬۱۳۱ نفر جمعیت دارد و ۲۵۷ متر بالاتر از سطح دریا واقع شده‌است.